# Онделанж
Ондела́нж (фр. Hondelange, люкс. Hondeléng / Hondel, валлон. Hondlindje, нем. Hondelingen) — деревня в Бельгии, входит в состав коммуны Месанси провинции Люксембург во франкоязычном регионе Валлония.

## История

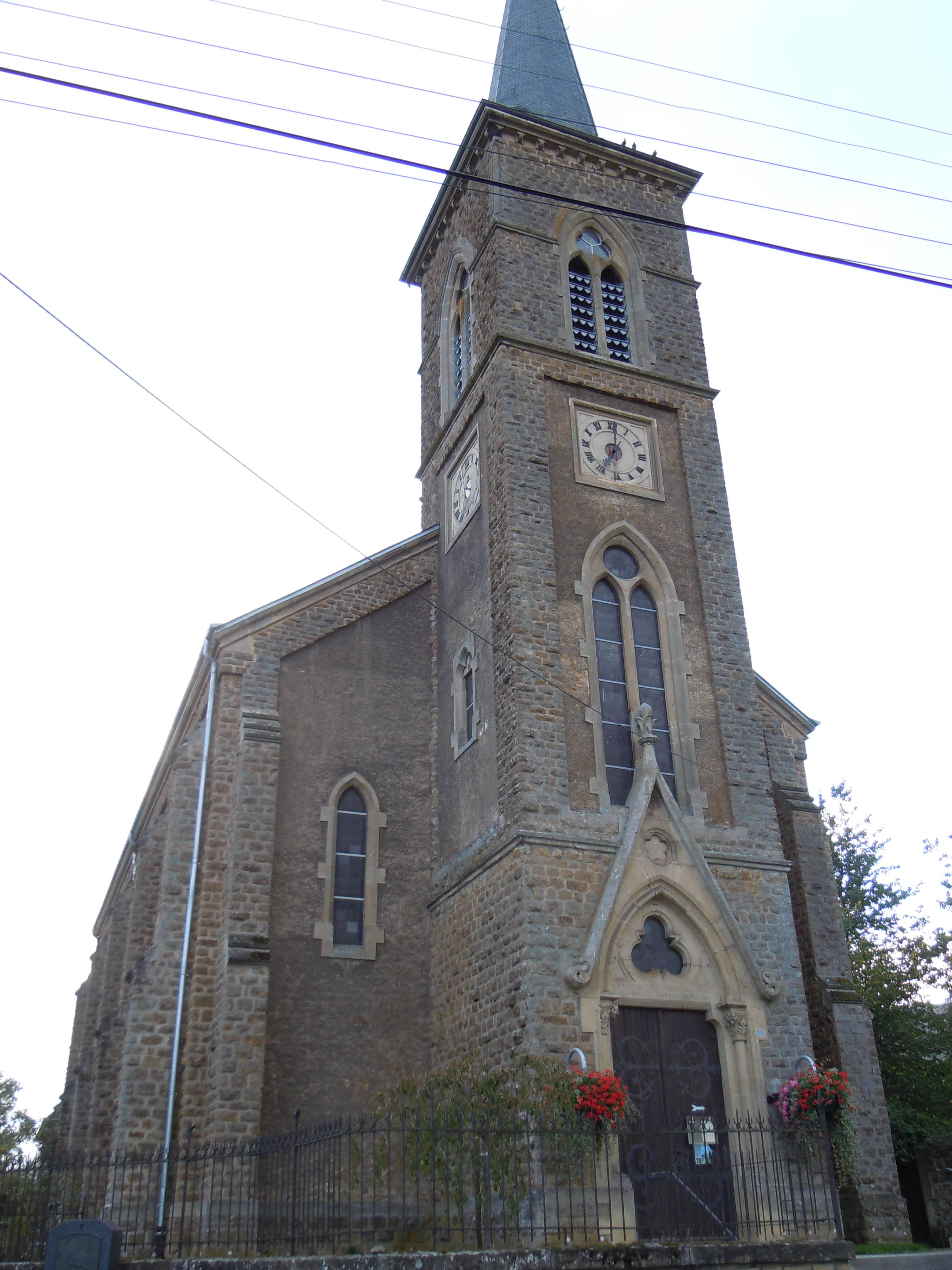
Церковь в Онделанже

Онделанж в течение длительного времени являлся отдельной коммуной. Прежнее его название — «Rosenbour» (рус. фонтан роз). Исторически Онделанж — люксембургоязычное поселение, оно было известно под названием «Hondel» и входило в географическую область Арелерланд, ранее принадлежавшая Герцогству Люксембург.
В 1793 году был разграблен французскими войсками.
В 1977 году Онделанж, Абержи, Селанж и Волькранж были объединены с коммуной Месанси.

## Культура
Местный приход является довольно древним: он был предположительно основан в VIII веке. Его покровителем считают святого Ремакля (St. Remacle), память которого празднуется 3 сентября. Местный религиозный праздник отмечается во второе воскресенье сентября.